# Valentin Lazăr
Valentin Marius Lazăr (Ploiești, 21 augustus 1989) is een Roemeens voormalig voetballer die doorgaans speelde als linksbuiten. Tussen 2007 en 2024 was hij actief voor Petrolul Ploiești, Chimia Brazi, Sportul Studențesc, Dinamo Boekarest, Concordia Chiajna, Al-Sailiya, Al Kharaitiyat, Ümraniyespor, opnieuw Dinamo Boekarest, Al-Shahaniya, opnieuw Concordia Chiajna, CSM Reșița, opnieuw Dinamo Boekarest en CS Păulești. Lazăr maakte in 2015 zijn debuut in het Roemeens voetbalelftal.

## Clubcarrière
Lazăr speelde in de jeugdopleiding van Petrolul Ploiești, waar hij tussen 2007 en 2009 eenentwintig maal voor uitkwam. Na twee jaar bij Chimia Brazi gespeeld te hebben, verkaste hij in 2011 naar Sportul Studențesc. Daar kwam hij opnieuw twee seizoenen voor uit. In de zomer van 2013 tekende Lazăr voor drie seizoenen voor Dinamo Boekarest. Een jaar later werd hij na het vertrek van Laurențiu Rus aangewezen als nieuwe aanvoerder van Dinamo. In september 2015 wordt Lazǎr voor een half jaar verhuurd aan Concordia Chiajna. In januari 2017 huurde opnieuw een club de vleugelaanvaller voor een half seizoen, ditmaal het Qatarese Al-Sailiya. Na dat halve seizoen nam de Qatarese club hem definitief over.
In de zomer van 2018 nam Al Kharaitiyat de Roemeen op huurbasis over. Na afloop van deze verhuurperiode verkaste Lazăr transfervrij naar Ümraniyespor. Via een terugkeer bij Dinamo Boekarest en periodes bij Al-Shahaniya, Concordia Chiajna en CSM Reșița keerde Lazăr medio 2022 opnieuw terug bij Dinamo Boekarest, om een half seizoen later voor CS Păulești te gaan spelen. In de zomer van 2024 besloot Lazăr op vierendertigjarige leeftijd een punt te zetten achter zijn actieve loopbaan.

## Clubstatistieken
| Seizoen | Club                | Competitie   | Competitie | Competitie | Beker | Beker | Internationaal | Internationaal | Totaal | Totaal |
| Seizoen | Club                | Competitie   | Wed.       | Dlp.       | Wed.  | Dlp.  | Wed.           | Dlp.           | Wed.   | Dlp.   |
| ------- | ------------------- | ------------ | ---------- | ---------- | ----- | ----- | -------------- | -------------- | ------ | ------ |
| 2011/12 | Sportul Studențesc  | Liga 1       | 31         | 4          | 1     | 0     | —              | —              | 32     | 4      |
| 2012/13 | Sportul Studențesc  | Liga 1       | 11         | 2          | 1     | 0     | —              | —              | 12     | 2      |
| 2013/14 | Dinamo Boekarest    | Liga 1       | 30         | 4          | 5     | 2     | —              | —              | 35     | 6      |
| 2014/15 | Dinamo Boekarest    | Liga 1       | 24         | 3          | 6     | 1     | —              | —              | 30     | 4      |
| 2015/16 | Dinamo Boekarest    | Liga 1       | 7          | 0          | 0     | 0     | —              | —              | 7      | 0      |
| 2015/16 | → Concordia Chiajna | Liga 1       | 14         | 2          | 3     | 0     | —              | —              | 17     | 2      |
| 2015/16 | Dinamo Boekarest    | Liga 1       | 9          | 2          | 4     | 0     | —              | —              | 13     | 2      |
| 2016/17 | Dinamo Boekarest    | Liga 1       | 19         | 7          | 3     | 1     | —              | —              | 22     | 8      |
| 2016/17 | → Al-Sailiya        | Stars League | 10         | 2          | 0     | 0     | —              | —              | 10     | 2      |
| 2017/18 | Al-Sailiya          | Stars League | 22         | 7          | 2     | 0     | —              | —              | 24     | 7      |
| 2018/19 | → Al Kharaitiyat    | Stars League | 17         | 7          | 5     | 3     | —              | —              | 22     | 10     |
| 2019/20 | Ümraniyespor        | 1. Lig       | 10         | 0          | 1     | 0     | —              | —              | 11     | 0      |
| 2019/20 | Dinamo Boekarest    | Liga 1       | 13         | 1          | 3     | 0     | —              | —              | 16     | 1      |
| 2020/21 | Al-Shahaniya        | Stars League | ?          | ?          | ?     | ?     | —              | —              | ?      | ?      |
| 2021/22 | Concordia Chiajna   | Liga 1       | 13         | 1          | 1     | 0     | —              | —              | 14     | 1      |
| 2021/22 | CSM Reșița          | Liga 2       | ?          | ?          | ?     | ?     | —              | —              | ?      | ?      |
| 2022/23 | Dinamo Boekarest    | Liga 2       | 7          | 0          | 0     | 0     | —              | —              | 7      | 0      |
| Totaal  | Totaal              | Totaal       | 237        | 42         | 36    | 7     | 0              | 0              | 273    | 49     |

## Interlandcarrière
Lazăr debuteerde in het Roemeens voetbalelftal op 15 februari 2015 in een vriendschappelijke wedstrijd tegen Moldavië (2–1 winst). Hij mocht van bondscoach Anghel Iordănescu in de 66e minuut invallen voor Claudio Bumba. Twintig minuten na zijn invalbeurt scoorde Lazăr de beslissende 2–1.
| Interlands van Valentin Lazăr voor Roemenië | Interlands van Valentin Lazăr voor Roemenië | Interlands van Valentin Lazăr voor Roemenië | Interlands van Valentin Lazăr voor Roemenië | Interlands van Valentin Lazăr voor Roemenië | Interlands van Valentin Lazăr voor Roemenië |
| №                                           | Datum                                       | Wedstrijd                                   | Uitslag                                     | Competitie                                  | Goals                                       |
| Als speler van Dinamo Boekarest             | Als speler van Dinamo Boekarest             | Als speler van Dinamo Boekarest             | Als speler van Dinamo Boekarest             | Als speler van Dinamo Boekarest             | Als speler van Dinamo Boekarest             |
| ------------------------------------------- | ------------------------------------------- | ------------------------------------------- | ------------------------------------------- | ------------------------------------------- | ------------------------------------------- |
| 1                                           | 15 februari 2015                            | Roemenië – Moldavië                         | 2 – 1                                       | Vriendschappelijk                           | 86'                                         |